# Sakura dammsugare
Sakura är en dammsugare som påstås kunna rena luft med hjälp av vatten. Den kan även ångtvätta och rengöra. Maskinen jobbar utan kemikalier och använder endast kallt vatten i rengöringsprocessen i likhet med dammsugaren Rainbow. Maskinen använder utöver vatten även HEPA-filter för att rena luften som kommer ut ur dammsugaren.

## Tillbehör till Sakura dammsugare
- Steam Kit
- Electrobrush
- Extractor Washing Kit
- Ironing Set

## Återförsäljare av Sakura dammsugare i Sverige
- Nordic Aqua Systems AB från Kungälv

## Kritik mot försäljningsteknik och anställningsvillkor
SVT har uppmärksammat återförsäljaren Aromatisk Teknologi i Sverige AB som tidigare haft namnet Svenska G3 och kritiserat företaget för dess anställningsvillkor och försäljningsteknik.  .